# پرورشگاه (جانورشناسی)

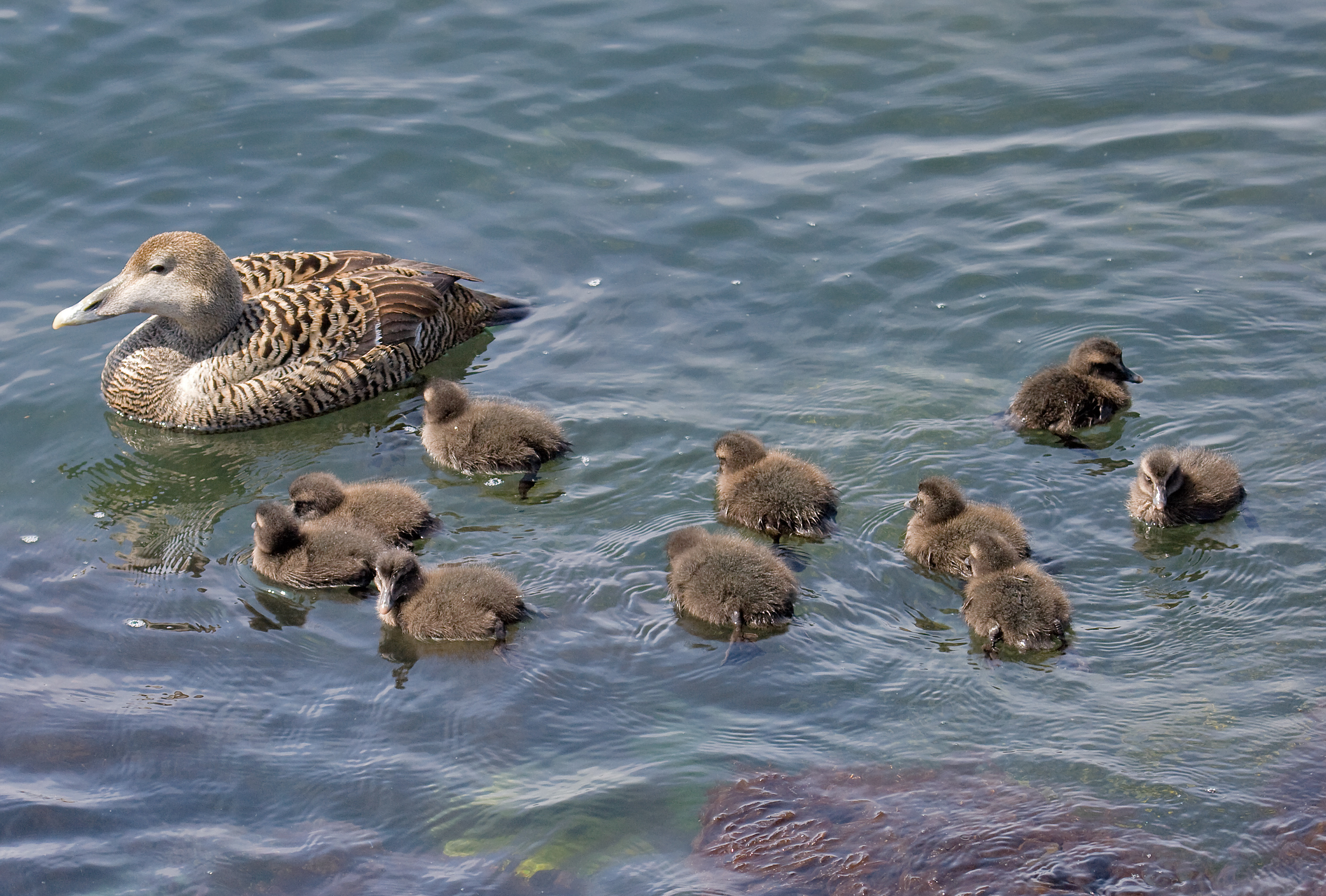
جوجه اردک‌های خال‌دار معمولی که در کنار مادرشان شنا می‌کنند

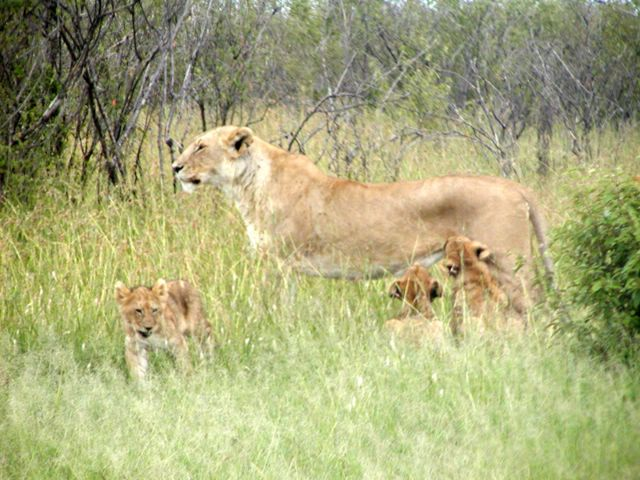
تغذیه توله شیر از مادر

پرورشگاه (به فرانسوی: Crèche)، در جانورشناسی به مراقبت از فرزندان در یک گروه یا کلنی اشاره دارد. بسیاری از گونه‌ها مانند اردک خال‌دار معمولی، شیرها، و پنگوئن‌ها پرورشگاه را تشکیل می‌دهند و رفتارهای گروهی از خود نشان می‌دهند. پرورشگاه‌ها بستگی به گونه و محیط می‌توانند کارکردها و هدف‌های مختلفی را انجام دهند. به عنوان مثال، برخی از پرورشگاه‌ها ممکن است به دفاع کمک کنند، در حالی که دیگر پرورشگاه‌ها ممکن است به تغذیه و محافظت در برابر شرایط آب و هوایی سخت کمک کنند. این شکل از زندگی گروهی تکامل یافته‌است تا برای گونه‌ها سودمند باشد. مطالعات نشان داده‌است که با شرکت در زندگی گروهی، گونه‌ها آمادگی فراگیر خود را افزایش می‌دهند، زیرا جوان‌های آن‌ها در شرایط بهتری برای تولیدمثل و ادامه نسل در گونه‌ها خواهند بود.

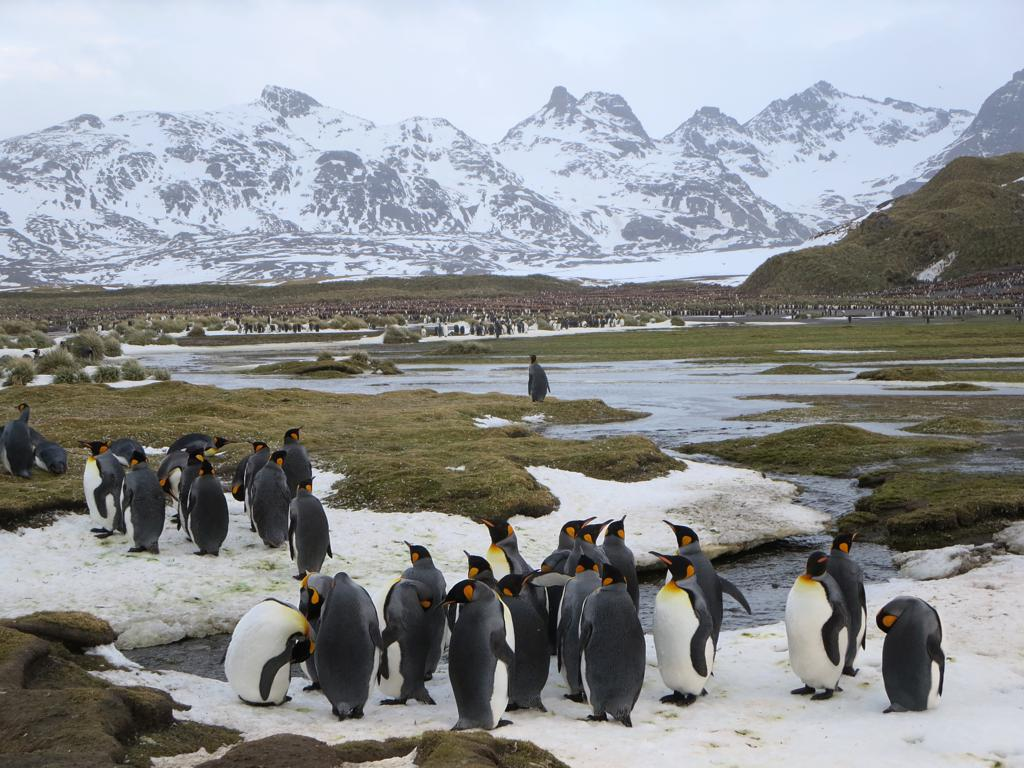
کلنی پنگوئن پادشاه در قطب جنوب

رفتار گروهی پرورشگاه، در بسیاری از گونه‌های پنگوئن نیز دیده می‌شود. این رفتار زمانی رخ می‌دهد که چندین پنگوئن بالغ جوجه‌های خود را با هم در یک آرایش گروهی پرورش دهند. در اکثر پرورشگاه‌های پنگوئن، تعداد جوجه‌ها بیشتر از بزرگسالان خواهد بود. مزیت اصلی تشکیل پرورشگاه در پنگوئن‌ها کمک به تنظیم حرارت است، اما این شکل‌گیری همچنین به جلوگیری از شکار و پرخاشگری کمک می‌کند. جوجه‌های پنگوئن در حالی که در پرورشگاه زندگی می‌کنند، در حضور چندین بالغ پرورش می‌یابند و بنابراین از بزرگسالان یا شکارچیان مهاجم محافظت می‌شوند. بزرگ‌ترین پرورشگاه ساخته‌شده، زمانی دیده می‌شوند که شرایط آب و هوایی سخت باشد. این شرایط سخت معمولاً شامل دمای بسیار پایین و رطوبت بالا، سرعت باد و پوشش ابر است. به‌ویژه در این زمان‌ها، تماس بین بزرگسالان و جوجه‌ها افزایش می‌یابد، زیرا آنها با هم جمع می‌شوند تا گرما را برای یکدیگر فراهم کنند تا به تنظیم حرارت کمک کنند.